# Pátio (filme)
Pátio é um filme brasileiro de curta-metragem de 1959, o primeiro dirigido pelo cineasta Glauber Rocha.
Rodado na Bahia, é influenciado pelo concretismo e definido pelo diretor como "experimental". Nos seus 11 minutos de duração, um homem (Solon Barreto) e uma mulher (Helena Ignez) interagem sobre um piso quadriculado em branco e preto, como um tabuleiro de xadrez. Ainda sem as principais temáticas que definiriam a carreira de Glauber, já permite identificar no entanto alguns de seus traços marcantes, como o enquadramento meticuloso e particular, influenciado pelo formalismo de Dziga Vertov e Sergei Eisenstein.
A trilha sonora é a Sinfonia para um Homem Só (musique concrete), de Pierre Henry e Pierre Schaeffer.